# Kreta-Hornklee
Der Kreta-Hornklee (Lotus creticus) ist eine Pflanzenart aus der Gattung Hornklee (Lotus) innerhalb der Unterfamilie der Schmetterlingsblütler (Faboideae). 

## Beschreibung

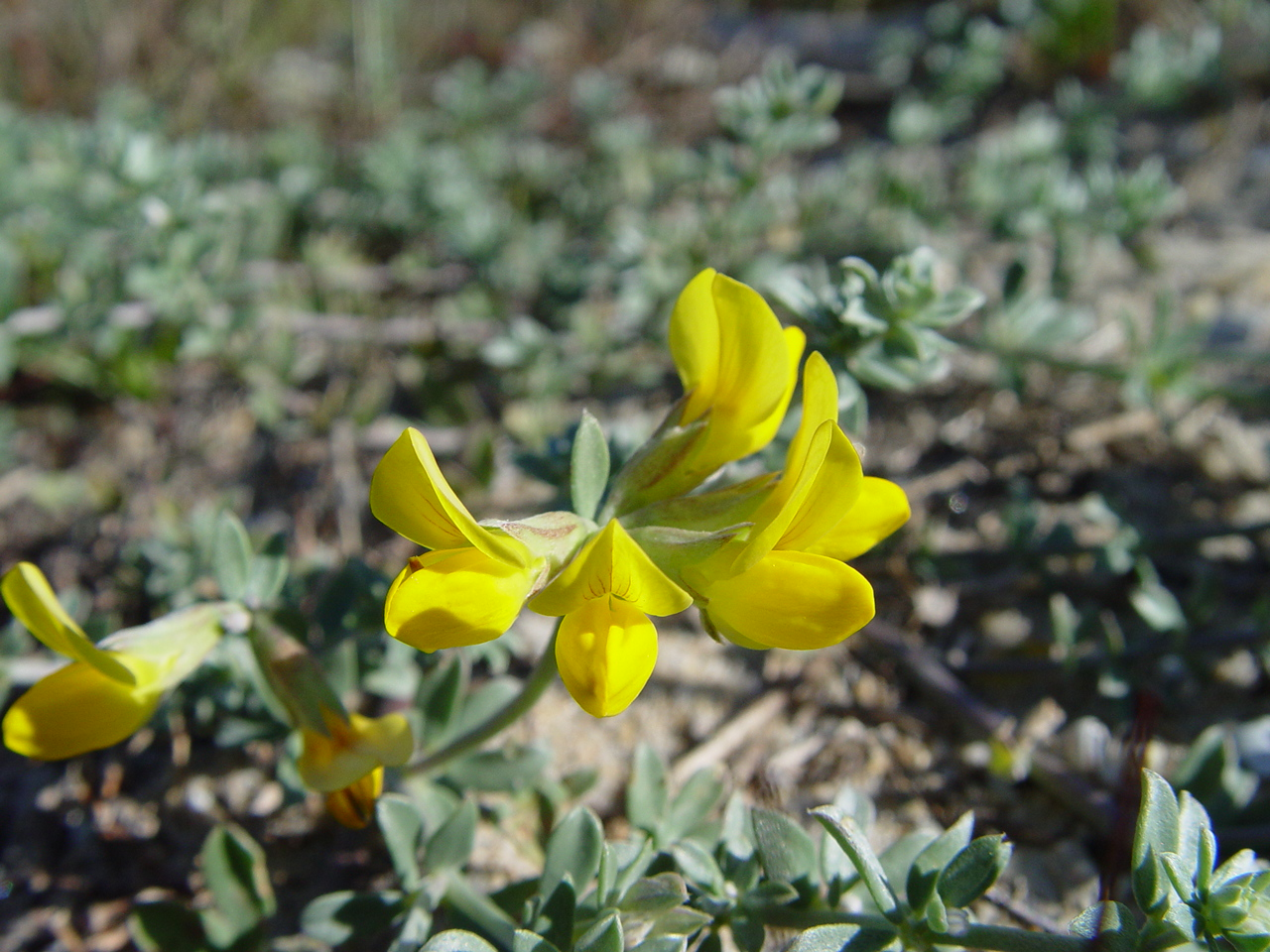
Blütenstand mit zygomorphen Blüten

### Vegetative Merkmale
Der Kreta-Hornklee ist eine ausdauernde Pflanze, die Wuchshöhen von 30 bis 60 Zentimeter erreicht. Der Stängel ist niederliegend oder aufrecht, behaart und an seiner Basis verholzend.
Die wechselständig angeordneten Laubblätter sind fünfzählig, 7 bis 18 Millimeter lang und dicht silbrig behaart. Die untersten beiden Blättchen sind von den anderen Blättchen abgesetzt und ähnlich wie Nebenblätter an die Stiele gedrückt, die oberen Blättchen sind verkehrt-eiförmig. 

### Generative Merkmale
Die Blütezeit reicht von März bis Juni. Der doldige Blütenstand enthält drei bis sechs Blüten. Der Blütenstandsschaft ist mit einer Länge von 2 bis 7 Zentimetern viel länger als das Tragblatt.
Die zwittrige Blüte ist zygomorph und fünfzählig mit doppelter Blütenhülle. Der Kelch ist 7,5 bis 9 Millimeter groß und glockig oder leicht zweilippig. Die Krone ist 12 bis 18 Millimeter groß und lebhaft gelb gefärbt. Die Fahne ist ganzrandig. Das Schiffchen hat einen langen, geraden und purpurfarbenen Nabel.
Die Hülsenfrucht ist bei einer Länge von bis zu 4 Zentimetern zylindrisch.
Die Chromosomengrundzahl beträgt x = 7 und die Chromosomenzahl ist meist 2n = 28, seltener 14.

## Vorkommen
Der Kreta-Hornklee kommt im Mittelmeerraum sowie in Portugal vor. Er fehlt auf Kreta, wurde aber irrtümlich nach dieser Insel benannt. Er wächst hauptsächlich an Sandstränden.

## Taxonomie
Erstveröffentlichung von Lotus creticus erfolgte 1753 durch Carl von Linné in Species Plantarum, Tomus II, S. 775.